# Josée Boileau
Josée Boileau est une journaliste, une auteure et une chroniqueuse dans L'Actualité, La Presse canadienne, le Journal de Montréal, à Ici Radio-Canada Première et au Devoir, où elle a été également éditorialiste, directrice de l’information et rédactrice en chef de 2009 à 2016.

## Biographie
Josée Boileau a grandi à LaSalle avec son frère et sa sœur. Diplômée en droit, en journalisme et en science politique de l'Université de Montréal, de l'Université du Québec à Montréal et de l'Université Paris III-Sorbonne, elle devint journaliste au quotidien La Presse en 1986, La Presse canadienne en 1987 et Le Devoir en 1989,.
Entre 2011 et 2016, Josée Boileau est lauréate du prix Judith-Jasmin de la Fédération professionnelle des journalistes du Québec, du prix « femme de mérite » de la Fondation Y des femmes et du prix Hélène-Pedneault de la Société Saint-Jean-Baptiste de Montréal pour l’avancement des femmes dans la société québécoise,.
Elle est mère de quatre enfants.

## Publications
- 2016 : Lettres à une jeune journaliste  (ISBN 9782896497195)
- 2017 : Avec le recul  (ISBN 9782924606414)
- 2019 : J'ai refait le plus beau voyage  (ISBN 9782897940348)
- 2020 : Ce jour-là: Parce qu'elles étaient des femmes  (ISBN 9782897056124)

## Distinctions
- 2011 : Prix Judith-Jasmin de la Fédération professionnelle des journalistes du Québec
- 2011 : Prix « femme de mérite » de la Fondation Y des femmes
- 2016 : Prix Hélène-Pedneault de la Société Saint-Jean-Baptiste de Montréal
- 2017 : Prix Pierre-Vadeboncoeur de la Confédération des syndicats nationaux